# Road Race Showcase 2017
Navigation
Édition précédente Édition suivante
La 50e édition du Road Race Showcase 2017 (officiellement appelé le 2017 Continental Tire Road Race Showcase) a été une course de voitures de sport organisée sur le circuit de Road America au Wisconsin, aux États-Unis, qui s'est déroulée le 6 août 2017. Il s'agissait de la neuvième manche du championnat WeatherTech SportsCar Championship 2017 et toutes les catégories de voitures du championnat ont participé à la course.

## Engagés
La liste officielle des engagés était composée de 35 voitures, dont 8 en Prototypes, 3 en Prototype Challenge, 8 en Grand Touring Le Mans et 16 en Grand Touring Daytona.

## Qualifications
| Pos. | Classe | N°  | Équipe                                   | Pilote                | Temps           | Tours        |
| ---- | ------ | --- | ---------------------------------------- | --------------------- | --------------- | ------------ |
| 1    | P      | 10  | Wayne Taylor Racing                      | Ricky Taylor          | 1 min 53 s 058  | 3            |
| 2    | P      | 52  | PR1/Mathiasen Motorsports                | José Gutiérrez (en)   | 1 min 54 s 075  | 5            |
| 3    | P      | 2   | Tequila Patrón ESM                       | Scott Sharp           | 1 min 54 s 088  | 5            |
| 4    | P      | 90  | VisitFlorida Racing                      | Marc Goossens         | 1 min 54 s 186  | 5            |
| 5    | P      | 22  | Tequila Patrón ESM                       | Johannes van Overbeek | 1 min 54 s 189  | 7            |
| 6    | P      | 31  | Whelen Engineering Racing                | Eric Curran           | 1 min 54 s 222  | 5            |
| 7    | P      | 5   | Mustang Sampling Racing                  | Christian Fittipaldi  | 1 min 54 s 588  | 4            |
| 8    | P      | 85  | JDC Miller Motorsports                   | Mikhail Goikhberg     | 1 min 54 s 648  | 4            |
| 9    | PC     | 38  | Performance Tech Motorsports             | James French          | 1 min 59 s 149  | 8            |
| 10   | GTLM   | 66  | Ford Chip Ganassi Racing                 | Dirk Müller           | 2 min 01 s 422  | 4            |
| 11   | PC     | 20  | BAR1 Motorsports                         | Don Yount             | 2 min 02 s 128  | 5            |
| 12   | GTLM   | 67  | Ford Chip Ganassi Racing                 | Ryan Briscoe          | 2 min 02 s .203 | 5            |
| 13   | GTLM   | 25  | BMW Team RLL                             | Alexander Sims        | 2 min 02 s 211  | 6            |
| 14   | GTLM   | 912 | Porsche GT Team                          | Gianmaria Bruni       | 2 min 02 s 440  | 5            |
| 15   | GTLM   | 24  | BMW Team RLL                             | Martin Tomczyk        | 2 min 02 s 583  | 7            |
| 16   | GTLM   | 911 | Porsche GT Team                          | Patrick Pilet         | 2 min 02 s 670  | 6            |
| 17   | GTLM   | 4   | Corvette Racing                          | Oliver Gavin          | 2 min 03 s 358  | 6            |
| 18   | GTLM   | 3   | Corvette Racing                          | Jan Magnussen         | 2 min 03 s 581  | 6            |
| 19   | PC     | 26  | BAR1 Motorsports                         | Mark Kvamme           | 2 min 04 s 817  | 4            |
| 20   | GTD    | 16  | Change Racing                            | Jeroen Mul (de)       | 2 min 06 s 649  | 5            |
| 21   | GTD    | 96  | Turner Motorsport                        | Jesse Krohn           | 2 min 06 s 823  | 6            |
| 22   | GTD    | 73  | Park Place Motorsports                   | Patrick Lindsey       | 2 min 07 s 149  | 4            |
| 23   | GTD    | 15  | 3GT Racing                               | Scott Pruett          | 2 min 07 s 170  | 4            |
| 24   | GTD    | 57  | Stevenson Motorsports                    | Andrew Davis          | 2 min 07 s 403  | 6            |
| 25   | GTD    | 48  | Paul Miller Racing                       | Madison Snow          | 2 min 07 s 415  | 4            |
| 26   | GTD    | 86  | Michael Shank Racing avec Curb-Agajanian | Oswaldo Negri Jr.     | 2 min 07 s 469  | 6            |
| 27   | GTD    | 63  | Scuderia Corsa                           | Christina Nielsen     | 2 min 07 s 477  | 7            |
| 28   | GTD    | 33  | Riley Motorsports - Team AMG             | Ben Keating           | 2 min 07 s 793  | 5            |
| 29   | GTD    | 14  | 3GT Racing                               | Robert Alon (en)      | 2 min 07 s 984  | 5            |
| 30   | GTD    | 50  | Riley Motorsports - WeatherTech Racing   | Cooper MacNeil        | 2 min 08 s 979  | 7            |
| 31   | GTD    | 75  | SunEnergy1 Racing                        | Kenny Habul           | 2 min 09 s 321  | 4            |
| 32   | GTD    | 54  | CORE Autosport                           | Jon Bennett (en)      | 2 min 09 s 547  | 4            |
| 33   | GTD    | 28  | Alegra Motorsports                       | Michael de Quesada    | 2 min 10 s 442  | 5            |
| 34   | GTD    | 80  | Lone Star Racing                         | Pas de Temps          | Pas de Temps    | Pas de Temps |
| 35   | GTD    | 93  | Michael Shank Racing avec Curb-Agajanian | Pas de Temps          | Pas de Temps    | Pas de Temps |

## Course

### Classement de la course
Voici le classement officiel au terme de la course.
- Les vainqueurs de chaque catégorie sont signalés par un fond jauni.
- Pour la colonne Pneus, il faut passer le curseur au-dessus du modèle pour connaître le manufacturier de pneumatiques.

| Pos  | Classe | no  | Écurie                                   | Pilotes                                  | Châssis                         | Pneus | Tours | Temps                         |
| Pos  | Classe | no  | Écurie                                   | Pilotes                                  | Moteur                          | Pneus | Tours | Temps                         |
| ---- | ------ | --- | ---------------------------------------- | ---------------------------------------- | ------------------------------- | ----- | ----- | ----------------------------- |
| 1    | P      | 22  | Tequila Patrón ESM                       | Luis Felipe Derani Johannes van Overbeek | Nissan Onroak DPi               | C     | 71    | 2 h 40 min 35 s 461           |
| 1    | P      | 22  | Tequila Patrón ESM                       | Luis Felipe Derani Johannes van Overbeek | Nissan VR38DETT 3,8 l V6 Turbo  | C     | 71    | 2 h 40 min 35 s 461           |
| 2    | P      | 10  | Wayne Taylor Racing                      | Ricky Taylor Jordan Taylor               | Cadillac DPi-V.R                | C     | 71    | + 2 s 356                     |
| 2    | P      | 10  | Wayne Taylor Racing                      | Ricky Taylor Jordan Taylor               | Cadillac 6,2 l V8 Atmo          | C     | 71    | + 2 s 356                     |
| 3    | P      | 2   | Tequila Patrón ESM                       | Scott Sharp Ryan Dalziel                 | Nissan Onroak DPi               | C     | 71    | + 2 s 718                     |
| 3    | P      | 2   | Tequila Patrón ESM                       | Scott Sharp Ryan Dalziel                 | Nissan VR38DETT 3,8 l V6 Turbo  | C     | 71    | + 2 s 718                     |
| 4    | P      | 31  | Whelen Engineering Racing                | Dane Cameron Eric Curran                 | Cadillac DPi-V.R                | C     | 71    | + 5 s 385                     |
| 4    | P      | 31  | Whelen Engineering Racing                | Dane Cameron Eric Curran                 | Cadillac 6,2 l V8 Atmo          | C     | 71    | + 5 s 385                     |
| 5    | P      | 90  | VisitFlorida Racing                      | Marc Goossens Renger van der Zande       | Ligier JS P217                  | C     | 71    | + 6 s 999                     |
| 5    | P      | 90  | VisitFlorida Racing                      | Marc Goossens Renger van der Zande       | Gibson GK428 4,2 l V8 Atmo      | C     | 71    | + 6 s 999                     |
| 6    | P      | 5   | Mustang Sampling Racing                  | João Barbosa Christian Fittipaldi        | Cadillac DPi-V.R                | C     | 71    | + 9 s 714                     |
| 6    | P      | 5   | Mustang Sampling Racing                  | João Barbosa Christian Fittipaldi        | Cadillac 6,2 l V8 Atmo          | C     | 71    | + 9 s 714                     |
| 7    | P      | 52  | PR1/Mathiasen Motorsports                | José Gutiérrez (en) Olivier Pla          | Ligier JS P217                  | C     | 71    | + 11 s 219                    |
| 7    | P      | 52  | PR1/Mathiasen Motorsports                | José Gutiérrez (en) Olivier Pla          | Gibson GK428 4,2 l V8 Atmo      | C     | 71    | + 11 s 219                    |
| 8    | P      | 85  | JDC Miller Motorsports                   | Mikhail Goikhberg Stephen Simpson        | Oreca 07                        | C     | 71    | + 1 min 37 s 992              |
| 8    | P      | 85  | JDC Miller Motorsports                   | Mikhail Goikhberg Stephen Simpson        | Gibson GK428 4,2 l V8 Atmo      | C     | 71    | + 1 min 37 s 992              |
| 9    | PC     | 38  | Performance Tech Motorsports             | James French Patricio O'Ward             | Oreca FLM09                     | C     | 70    | + 1 tour                      |
| 9    | PC     | 38  | Performance Tech Motorsports             | James French Patricio O'Ward             | Chevrolet LS3 6,2 l V8 Atmo     | C     | 70    | + 1 tour                      |
| 10   | PC     | 26  | BAR1 Motorsports                         | Mark Kvamme Gustavo Yacamán              | Oreca FLM09                     | C     | 70    | + 1 tour                      |
| 10   | PC     | 26  | BAR1 Motorsports                         | Mark Kvamme Gustavo Yacamán              | Chevrolet LS3 6,2 l V8 Atmo     | C     | 70    | + 1 tour                      |
| 11   | GTLM   | 66  | Ford Chip Ganassi Racing                 | Dirk Müller Joey Hand                    | Ford GT                         | M     | 69    | + 2 tours                     |
| 11   | GTLM   | 66  | Ford Chip Ganassi Racing                 | Dirk Müller Joey Hand                    | Ford EcoBoost 3,5 l V6 Turbo    | M     | 69    | + 2 tours                     |
| 12   | GTLM   | 912 | Porsche GT Team                          | Laurens Vanthoor Gianmaria Bruni         | Porsche 911 RSR                 | M     | 69    | + 2 tours                     |
| 12   | GTLM   | 912 | Porsche GT Team                          | Laurens Vanthoor Gianmaria Bruni         | Porsche 4,0 L Flat-6 Atmo       | M     | 69    | + 2 tours                     |
| 13   | GTLM   | 67  | Ford Chip Ganassi Racing                 | Ryan Briscoe Richard Westbrook           | Ford GT                         | M     | 69    | + 2 tours                     |
| 13   | GTLM   | 67  | Ford Chip Ganassi Racing                 | Ryan Briscoe Richard Westbrook           | Ford EcoBoost 3,5 l V6 Turbo    | M     | 69    | + 2 tours                     |
| 14   | GTLM   | 3   | Corvette Racing                          | Jan Magnussen Antonio García             | Chevrolet Corvette C7.R         | M     | 69    | + 2 tours                     |
| 14   | GTLM   | 3   | Corvette Racing                          | Jan Magnussen Antonio García             | Chevrolet LT5.5 5,5 l V8 Atmo   | M     | 69    | + 2 tours                     |
| 15   | GTLM   | 4   | Corvette Racing                          | Oliver Gavin Tommy Milner                | Chevrolet Corvette C7.R         | M     | 69    | + 2 tours                     |
| 15   | GTLM   | 4   | Corvette Racing                          | Oliver Gavin Tommy Milner                | Chevrolet LT5.5 5,5 l V8 Atmo   | M     | 69    | + 2 tours                     |
| 16   | GTLM   | 25  | BMW Team RLL                             | Bill Auberlen Alexander Sims             | BMW M6 GTLM                     | M     | 69    | + 2 tours                     |
| 16   | GTLM   | 25  | BMW Team RLL                             | Bill Auberlen Alexander Sims             | BMW P63 4,4 l V8 Turbo          | M     | 69    | + 2 tours                     |
| 17   | GTD    | 96  | Turner Motorsport                        | Jens Klingmann Jesse Krohn               | BMW M6 GT3                      | C     | 68    | + 3 tours                     |
| 17   | GTD    | 96  | Turner Motorsport                        | Jens Klingmann Jesse Krohn               | BMW P63 4,4 l V8 Turbo          | C     | 68    | + 3 tours                     |
| 18   | GTD    | 73  | Park Place Motorsports                   | Patrick Lindsey Jörg Bergmeister         | Porsche 911 GT3 R               | C     | 68    | + 3 tours                     |
| 18   | GTD    | 73  | Park Place Motorsports                   | Patrick Lindsey Jörg Bergmeister         | Porsche 4,0 L Flat-6 Atmo       | C     | 68    | + 3 tours                     |
| 19   | GTD    | 57  | Stevenson Motorsports                    | Lawson Aschenbach Andrew Davis           | Audi R8 LMS                     | C     | 68    | + 3 tours                     |
| 19   | GTD    | 57  | Stevenson Motorsports                    | Lawson Aschenbach Andrew Davis           | Audi 5,2 l V10 Atmo             | C     | 68    | + 3 tours                     |
| 20   | GTD    | 33  | Riley Motorsports - Team AMG             | Ben Keating Jeroen Bleekemolen           | Mercedes-AMG GT3                | C     | 68    | + 3 tours                     |
| 20   | GTD    | 33  | Riley Motorsports - Team AMG             | Ben Keating Jeroen Bleekemolen           | Mercedes-AMG M159 6,2 l V8 Atmo | C     | 68    | + 3 tours                     |
| 21   | GTD    | 63  | Scuderia Corsa                           | Christina Nielsen Alessandro Balzan      | Ferrari 488 GT3                 | C     | 68    | + 3 tours                     |
| 21   | GTD    | 63  | Scuderia Corsa                           | Christina Nielsen Alessandro Balzan      | Ferrari F154CB 3,9 l V8 Turbo   | C     | 68    | + 3 tours                     |
| 22   | GTD    | 48  | Paul Miller Racing                       | Bryan Sellers Madison Snow               | Lamborghini Huracán GT3         | C     | 67    | + 4 tours                     |
| 22   | GTD    | 48  | Paul Miller Racing                       | Bryan Sellers Madison Snow               | Lamborghini 5,2 l V10 Atmo      | C     | 67    | + 4 tours                     |
| 23   | GTD    | 54  | CORE Autosport                           | Jon Bennett (en) Colin Braun             | Porsche 911 GT3 R               | C     | 67    | + 4 tours                     |
| 23   | GTD    | 54  | CORE Autosport                           | Jon Bennett (en) Colin Braun             | Porsche 4,0 L Flat-6 Atmo       | C     | 67    | + 4 tours                     |
| 24   | GTD    | 14  | 3GT Racing                               | Sage Karam Robert Alon (en)              | Lexus RC F GT3                  | C     | 67    | + 4 tours                     |
| 24   | GTD    | 14  | 3GT Racing                               | Sage Karam Robert Alon (en)              | Lexus 5,0 l V8 Atmo             | C     | 67    | + 4 tours                     |
| 25   | GTD    | 50  | Riley Motorsports - WeatherTech Racing   | Cooper MacNeil Gunnar Jeannette          | Mercedes-AMG GT3                | C     | 67    | + 4 tours                     |
| 25   | GTD    | 50  | Riley Motorsports - WeatherTech Racing   | Cooper MacNeil Gunnar Jeannette          | Mercedes-AMG M159 6,2 l V8 Atmo | C     | 67    | + 4 tours                     |
| 26   | GTD    | 15  | 3GT Racing                               | Jack Hawksworth Scott Pruett             | Lexus RC F GT3                  | C     | 67    | + 4 tours                     |
| 26   | GTD    | 15  | 3GT Racing                               | Jack Hawksworth Scott Pruett             | Lexus 5,0 l V8 Atmo             | C     | 67    | + 4 tours                     |
| 27   | GTLM   | 24  | BMW Team RLL                             | John Edwards Martin Tomczyk              | BMW M6 GTLM                     | M     | 67    | + 4 tours                     |
| 27   | GTLM   | 24  | BMW Team RLL                             | John Edwards Martin Tomczyk              | BMW P63 4,4 l V8 Turbo          | M     | 67    | + 4 tours                     |
| 28   | GTD    | 28  | Alegra Motorsports                       | Daniel Morad Michael de Quesada          | Porsche 911 GT3 R               | C     | 66    | + 5 tours                     |
| 28   | GTD    | 28  | Alegra Motorsports                       | Daniel Morad Michael de Quesada          | Porsche 4,0 L Flat-6 Atmo       | C     | 66    | + 5 tours                     |
| 29   | GTD    | 75  | SunEnergy1 Racing                        | Tristan Vautier Kenny Habul              | Mercedes-AMG GT3                | C     | 64    | + 6 tours                     |
| 29   | GTD    | 75  | SunEnergy1 Racing                        | Tristan Vautier Kenny Habul              | Mercedes-AMG M159 6,2 l V8 Atmo | C     | 64    | + 6 tours                     |
| 30   | GTD    | 16  | Change Racing                            | Jeroen Mul (de) Corey Lewis              | Lamborghini Huracán GT3         | C     | 64    | + 6 tours                     |
| 30   | GTD    | 16  | Change Racing                            | Jeroen Mul (de) Corey Lewis              | Lamborghini 5,2 l V10 Atmo      | C     | 64    | + 6 tours                     |
| 31   | PC     | 20  | BAR1 Motorsports                         | Don Yount Buddy Rice                     | Oreca FLM09                     | C     | 60    | + 10 tours                    |
| 31   | PC     | 20  | BAR1 Motorsports                         | Don Yount Buddy Rice                     | Chevrolet LS3 6,2 l V8 Atmo     | C     | 60    | + 10 tours                    |
| Abd. | GTLM   | 911 | Porsche GT Team                          | Patrick Pilet Dirk Werner                | Porsche 911 RSR                 | M     | 55    | Problème de boite de vitesses |
| Abd. | GTLM   | 911 | Porsche GT Team                          | Patrick Pilet Dirk Werner                | Porsche 4,0 L Flat-6 Atmo       | M     | 55    | Problème de boite de vitesses |
| Abd. | GTD    | 86  | Michael Shank Racing avec Curb-Agajanian | Jeff Segal Oswaldo Negri Jr.             | Acura NSX GT3                   | C     | 47    | Sortie de piste               |
| Abd. | GTD    | 86  | Michael Shank Racing avec Curb-Agajanian | Jeff Segal Oswaldo Negri Jr.             | Acura 3,5 l V6 Turbo            | C     | 47    | Sortie de piste               |
| Abd. | GTD    | 93  | Michael Shank Racing avec Curb-Agajanian | Andy Lally Katherine Legge               | Acura NSX GT3                   | C     | 43    | Accident                      |
| Abd. | GTD    | 93  | Michael Shank Racing avec Curb-Agajanian | Andy Lally Katherine Legge               | Acura 3,5 l V6 Turbo            | C     | 43    | Accident                      |

## Pole position et record du tour
- Pole position :  Ricky Taylor (#10 Wayne Taylor Racing) en 1 min 53 s 058
- Meilleur tour en course :  Stephen Simpson (#85 JDC Miller Motorsports) en 1 min 54 s 095 au 42e tour.

## Tours en tête
- no 10 Cadillac DPi-V.R - Konica Minolta Cadillac DPi-V.R : 51 tours (1-51)[4]
- no 85 Oreca 07 - JDC Miller Motorsports : 8 tours (52-58 / 60)
- no 22 Nissan Onroak DPi - Tequila Patrón ESM : 12 tours (59 / 61-71)

## À noter
- Longueur du circuit : 4,048 miles
- Distance parcourue par les vainqueurs : 287,408 miles